# 66250 Giovanardi
66250 Giovanardi este o planetă minoră (asteroid) din centura de asteroizi. A fost descoperită pe 4 aprilie 1999 la osservatorio astronomico della Montagna Pistoiese⁠(d) de Maura Tombelli⁠(d). 
Obiectul prezintă o orbită caracterizată de o semiaxă mare de 2,6019380918115 UAi, o excentricitate de 0,12807340302911, o înclinație de 12,151814909931 ° în raport cu ecliptica.